# Звоно (лист)
Звоно је лист који је Павле Ранковић покренуо  26. јуна 1908. године у Београду  као "политички дневни лист",  који се врло брзо профилисао као сатирично и шањиво гласило. 

## Историјат
Павле Ранковић је лист издавао од 1908. до 1911. године и од 1914. до 1915. године, а после рата обновио га је нови власник Душан Јановић и излазио је од 1923. до 1929. године. 
Периоди у којима је лист излазио могу се поделити у три временска оквира:
1. 1908-1911.
2. 1914-1915.
3. 1923-1929.

После прекида у 1910. Звоно је продужило да излази у 1911. години. Но, убрзо је настала још дужа пауза од три године. Звоно је обновљено 6. априла 1914. године да би у 1915. прерасло у званични – "озбиљан политички и сатирички лист".
Због ратне ситуације Павле Ранковић је 1915. поново морао да обустави излажење свог листа.
Лист је имао неколико одредница уз назив:
"Политички дневни лист" – 1908.
"Независни политички лист" – 1910.
"Озбиљан политички и сатирички лист" – 1915.

### Политичка позадина
Павле Ранковић је припадао странци Радикалне демократије, па је у листу Звоно окупио чланове и симпатизере странке који су себе називали "Моралном жандармеријом" или како су их још звали "Самосталци". Лист демократски оријентисан, нападао је радикале.
Звоно је било веома читан лист. Краљ Петар Карађорђевић је чак примао ово шаљиво гласило. Он је био и главни јунак карикатуриста и афористичара Звона.Звоно је нападало и краљевића Ђорђа Карађорђевића, као и политичара Николу Пашића. Краљевића Ђорђа Карађорђевића сарадници Звона су звали "Нови Нерон", "луди принц", "крвави Ђорђе". Уместо да карикирају, што би се од једног шаљивог листа очекивало, о Александру Карађорђевићу су сарадници листа писали све најлепше.
Власник листа, уредници и сарадници листа су често били осуђивани, а Звоно забрањивано.
После 1911. године Звоно је престало да пише о краљу Петру. Тада се променио однос редакције листа према краљу Петру.

### Периодичност излажења
Лист је у првом периоду излазио сваког дана, поподне. Касније је излазио два пута недељно а затим једном недељно.
Од бр. 114 (1909) излази сваког дана пре подне.

### Изглед листа
Звоно је било димензија 47X32cm.

### Место и година издавања
Београд - (1908-1911); (1914-1915); (1923-1929)

### Штампарије
Штампа Павле Ранковић – (1908)
Штампарија „Меркур“ – од бр. 53 (1908)
Штампарија "Србија" – од бр. 14 (1909) 
Штампарија Наумовића и Стефановића - од бр. 254 (1909)
Штампарија Милорада Стефановића - од бр. 203 (1910)
Штампарија "Балкан" - од бр. 241 (1910) 
Штампарија Мунца и Карића - од бр. 1 (1910)
Штампарија "Меркур" - од бр. 59 (1911)
Штампарија Ђорђа Мунца и М. Карића - од бр.1 (1914)
Штампарија "Млада Србија" - од бр. 1 (1915) 
Штампарија "Свети Ђорђе" Ст. Ивковића - од бр. 34 (1915).

### Тематика
Шаљиви чланци
Досетке
Шале
Анегдоте

## Рубрике
- Савремени афоризми

Један од њих је и следећи због кога је лист био одмах забрањен:
| „ | Моја изјава: То је једна/Превелика лажа/Да је мени/Мрска апанажа. Чика Петар. | ” |

- Какав ће да изгледа човек у 21. веку

| „ | Шањив – као Стјепан Стјепановић, ђенерал и министар војни. | ” |

- Штампарске грешке

| „ | Од како је у Србију дошао краљ Петар, у њој влада ДРЕМОКРАТИЈА, а треба да стоји – ДЕМОКРАТИЈА. | ” |

- Проналасци

- Свештенички афоризми

- Афоризми - Питалице

- Вести из Страдије

- Аутомобилске песме[1]

Рубрика је настала после саобраћајне несреће коју је изазвао краљевић Ђорђе и том приликом био на мети листа.
| „ | Не бојим се/Никога - ни Бога!/Ситуњав сам,/Нисам неки џин./Ал све газим/-Не штедим никога,/Газим јер сам -/’Млади господин‘. | ” |

- Сатира[2]

## Карикатуре
Јунак свих карикатуриста у овом листу је био краљ Петар Први Карађорђевић.
Лист је био више од три пута забрањиван због једне карикатуре која је објављена 14. септембра 1910. године.
О тој забрани Звоно пише:
"После јучерашње забране Звона - Да поновимо слику кад је већ влада тражи." 
На слици је престављен краљ Петар Први како му један колпортер, нудећи новине, вели:
```
"Молим лепо, извол‘те све новине! Извол‘те 
Звоно
. Ево лепо 
Звонце
, извол‘те..." 
```

На карикатури, краљ се брани: 
```
"Та мани ме врагу! Звони ми и дан и ноћ и у глави и у ушима...Бежи од мене...Носи га мом најстаријем сину."
```

Испод ове карикатуре дато је објашњење:
"Забрањено Звоно!" 
Наредног дана, штампана је ова иста карикатура, само што је сада краљ, на слици, "остао" без главе, што је било овако објашњено:
"После треће забране Звона. Да пробамо овако кад Стојан не да другаче." 
На истој страни штампано је и објашњење: "И јуче забрањено Звоно!"
Звоно је карикирало и краља Црне Горе - Николу Петровића Његоша.

## Фотокарикатуре
У овом листу се појављује и фотокарикатура.
Прилог "Балплацу" представља аустријског цара Франца, обученог у костим балерине. Текст објашњава ову царску травестију: "Један аматер фотографисао је како цар Франц "танцује" пред Кајзером на Балплацу". "Балплац" је назив за Министарство иностраних послова Аустрије. Ако је приказано како аустријски цар "танцује" пред немачким Кајзером то показује у ком положају се налазила Аустрија у односу на Немачку.

## Власници и уредници
- Павле Ранковић
- Љубомир Стевановић

- Ратко Митровић

- Михајло Вишековић

- Љубомир Митровић

- Јован Бубало

- Јован Дукић[3]

## Сарадници
Око Звона су били окупљени најблискији пријатељи Радоја Домановића. Он је у то време већ био болестан те није могао пуно да сарађује у листу. Сатира Радоја Домановића је ипак била присутна у листу странке Радикалне демократије - "моралне жандармерије" како су се они сами назвали. Ту су били Јован Скерлић, Љубомир Стојановић, Милан Грол, Јаша Продановић и сви су били сарадници листа.
У Звону су од познатих песника и писаца сарађивали и Брана Ђ. Цветковић, Драгутин Ј. Илић, Алекса Шантић, Петар Кочић.
Један од карикатуриста у Звону је био Драгослав Стојановић.

## Занимљивости
Уредник Звона Павле Ранковић је због објављеног афоризма добио батине у редакцији листа и то од "јунака" свог афоризма. Увређени јунак - чиновник актуелне владе Војислав Рашић је изударао "дрског" афористичара. Вест о тој тучи је изашла у дневном листу Политика од 29. августа 1908. године на страни 2-3. под насловом "Туча због Звона".
Афоризам је из рубрике "Какав ће да изгледа човек у 21. веку" гласи:
```
Човек 21. века ће бити "бистар - као Војислав Рашић"
[
2
]
```

Комплет Звона из личне библиотеке краља Петра Првог Карађорђевића се чувају у Народној библиотеци Србије. О томе сведочи и краљевски "ex libris" утиснут на овом листу.